# Johan Andersson (programmeur)

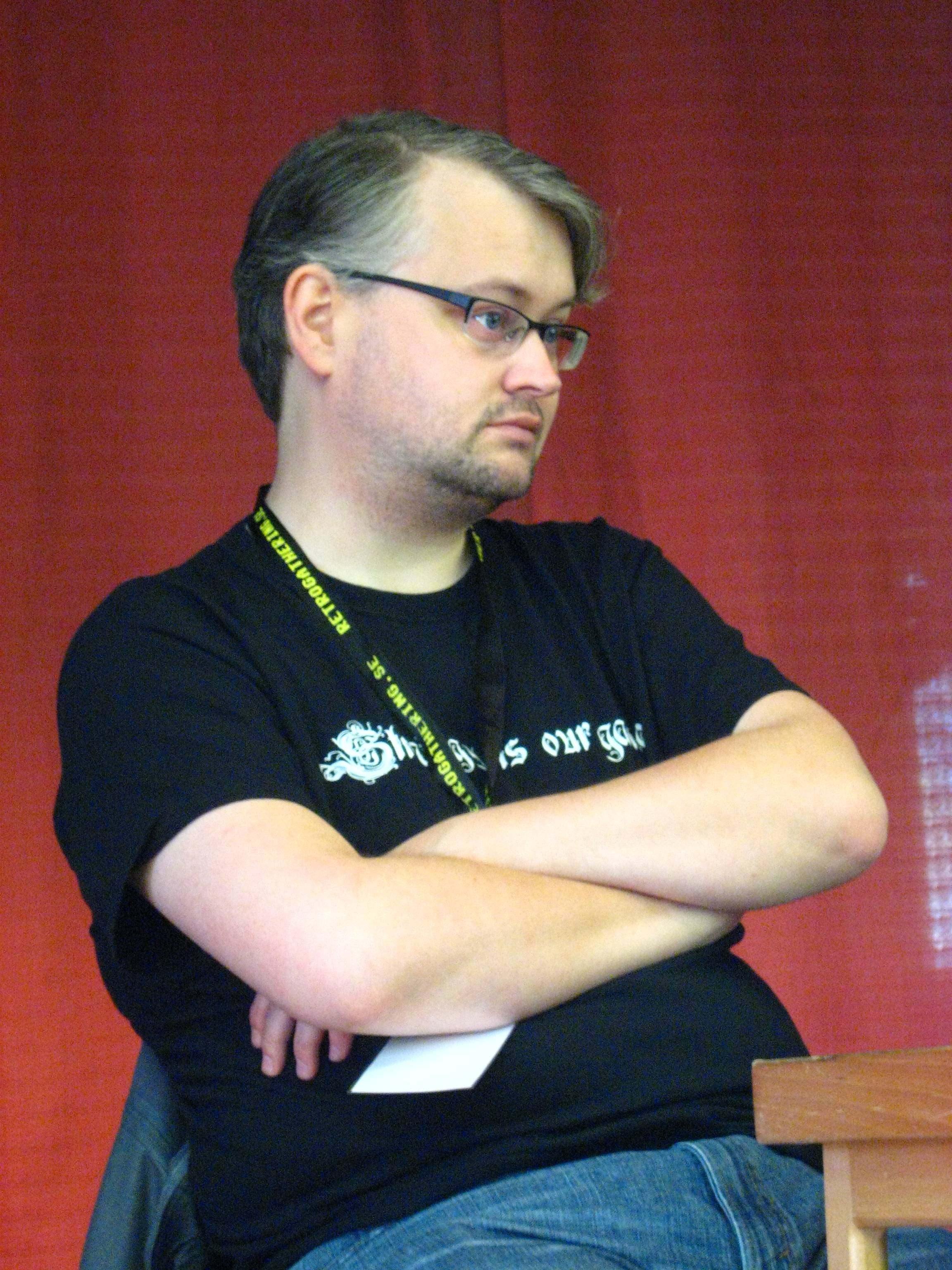
Johan Andersson (2009)

Johan Andersson (28 augustus 1974) is de hoofdprogrammeur van Paradox Interactive, het Zweedse bedrijf dat Europa Universalis, Victoria, Crusader Kings en Hearts of Iron creëerde.  
Anderssons beroemde citaat: A patch is never late! Nor is it ever early. It arrives precisely when I mean it to do!